# Nampteuil-sous-Muret
Nampteuil-sous-Muret é uma comuna francesa na região administrativa de Altos da França, no departamento de Aisne. Estende-se por uma área de 3,38 km². Em 2010 a comuna tinha 105 habitantes (densidade: 31,1 hab./km²).